# Tenaha, Texas
Tenaha là một thị trấn thuộc quận Shelby, tiểu bang Texas, Hoa Kỳ. Năm 2010, dân số của thị trấn này là 1160 người.

## Dân số
- Dân số năm 2000: 1046 người.
- Dân số năm 2010: 1160 người.